# Felix Claar
Felix Claar (Norrköping, 5 de enero de 1997) es un jugador de balonmano sueco que juega de central en el SC Magdeburg. Es internacional con la selección de balonmano de Suecia.
Su primer gran campeonato con la selección fue el Campeonato Mundial de Balonmano Masculino de 2021, donde su selección consiguió la medalla de plata.

## Palmarés

### Selección nacional
| Campeonato Mundial | Campeonato Mundial   | Campeonato Mundial | Campeonato Mundial |
| Año                | Lugar                | Medalla            |                    |
| ------------------ | -------------------- | ------------------ | ------------------ |
| 2021               | Egipto               | Medalla de plata   |                    |
| Campeonato Europeo |                      |                    |                    |
| Año                | Lugar                | Medalla            |                    |
| 2022               | Hungría y Eslovaquia | Medalla de oro     |                    |
| 2024               | Alemania             | Medalla de bronce  |                    |

### Alingsås HK
- Liga sueca de balonmano masculino (1): 2014

### Aalborg
- Liga danesa de balonmano (1): 2021
- Copa de Dinamarca de balonmano (1): 2021

### Magdeburg
- Campeonato Mundial de Clubes (1): 2023
- Liga de Alemania de balonmano (1): 2024
- Copa de Alemania de balonmano (1): 2024

## Clubes
| Club         | País      | Año         |
| ------------ | --------- | ----------- |
| Alingsås HK  | Suecia    | 2013 - 2020 |
| Aalborg HB   | Dinamarca | 2020 - 2023 |
| SC Magdeburg | Alemania  | 2023 - Act. |